# Horne Station
Horne Station er en dansk jernbanestation beliggende ca. 1 kilometer vest for landsbyen Horne syd for Hirtshals i Vendsyssel.
Horne Station ligger på Hirtshalsbanen mellem Tornby Station og Emmersbæk Trinbræt. Stationen åbnede i 1925. Det betjenes i dag af tog fra Nordjyske Jernbaner, der kører hyppige lokaltog mellem Hirtshals og Hjørring, hvorfra der er forbindelse videre til Frederikshavn og Skagen den ene vej eller til Aalborg og Skørping den anden vej.

## Historie
Stationen åbnede den 18. december 1925, da Hirtshalsbanen mellem Hjørring og Hirtshals blev indviet. Stationen lukkede i 1970 men fortsatte som trinbræt.

## Arkitektur
Den originale stationsbygning fra 1925 blev opført efter tegninger af Hjørring Privatbaners arkitekt Sylvius Knutzen. Stationsbygningen eksisterer stadig og er i dag privatbolig.

## Trafik
Stationen betjenes af tog fra det regionale jernbaneselskab Nordjyske Jernbaner, der kører hyppige lokaltog mellem Hirtshals og Hjørring, hvorfra der er forbindelse videre til Frederikshavn og Skagen den ene vej eller til Aalborg og Skørping den anden vej.